# Mavrovo i Rostuše
Mavrovo i Rostuše (en macédonien : Маврово и Ростуше  ; en turc : Mavrova ve Rostuşa) est une commune de l'ouest de la Macédoine du Nord. Elle comptait 5 638 habitants en 2021 et s'étend sur 663,19 km2.
En raison de ses richesses naturelles et culturelles, elle fait partie du parc national de Mavrovo, fondé en 1952. La commune est d'ailleurs un centre touristique important, et possède la station de ski Zare Lazarevski, le lac de Mavrovo et plusieurs villages réputés pour leur architecture, comme Galitchnik et Lazaropolé. Elle compte aussi le monastère Saint-Jean Bigorski, l'un des centres religieux les plus importants de Macédoine du Nord.
Son territoire est limitrophe de ceux des communes macédoniennes de Gostivar, Kičevo et Debar ainsi que de l'Albanie. Elle se trouve sur le massif du mont Korab, point culminant du pays, et dans la vallée de la Radika. Elle est limitée au sud par la chaîne du Stogovo et à l'est par la montagne Bistra.
La commune compte plusieurs villages : Rostoucha, son siège administratif, Adjievtsi, Belitchitsa, Bibay, Bitouché, Bogdevo, Boletin, Velebrdo, Volkoviya, Vidouché, Vrben, Vrbyani, Galitchnik, Grekay, Douf, Jirovnitsa, Joujnyé, Yantché, Kitchinitsa, Krakornitsa, Leounovo, Lazaropolé, Mavrovi Anovi, Mavrovo, Nivichté, Nikiforovo, Nistrovo, Nitchpour, Novo Selo, Orḱouché, Prisoynitsa, Rosoki, Ribnitsa, Seltsé, Sentsé, Skoudrinyé, Sretkovo, Souchitsa, Tanouché, Trebichté, Tresontché et Tserovo.

## Administration
La commune est administrée par un conseil municipal élu au suffrage universel tous les quatre ans. Il adopte les plans d'urbanisme, accorde les permis de construire, planifie le développement économique local, protège l'environnement, prend des initiatives culturelles et supervise l'enseignement primaire. Le conseil compte 11 membres.
Le pouvoir exécutif est détenu par le maire, lui aussi élu au suffrage universel. Depuis 2017, le maire de Mavrovo i Rostuše est Medat Kurtovski, membre de l'Union sociale-démocrate de Macédoine (SDSM).

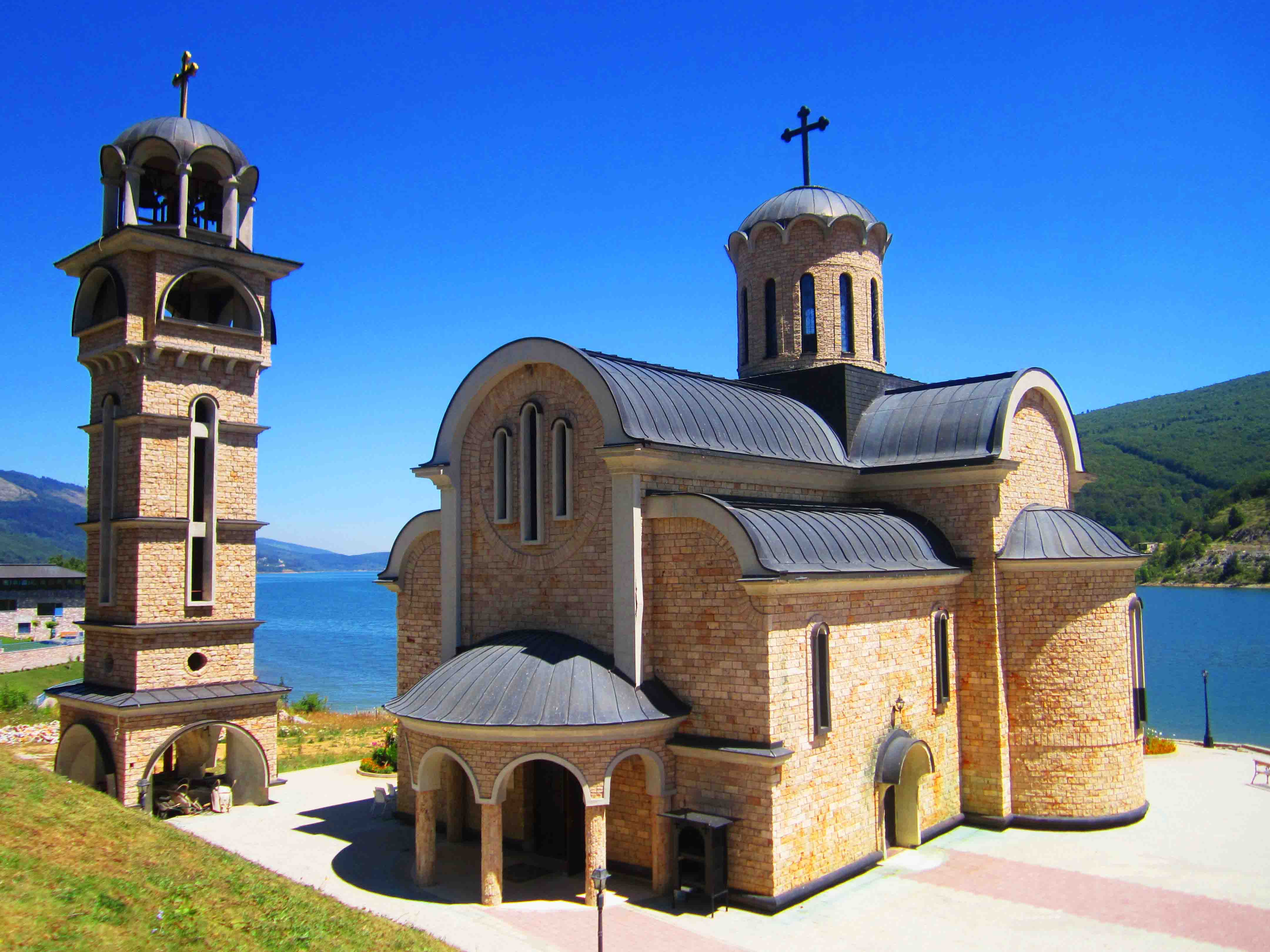
L'église de Mavrovo.
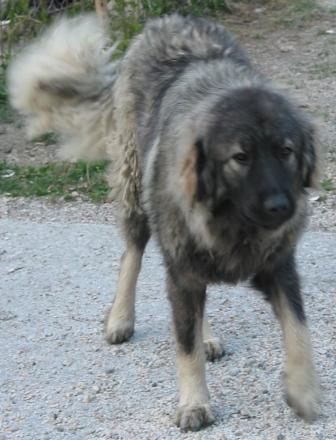
Un chien šarplaninec, race locale.
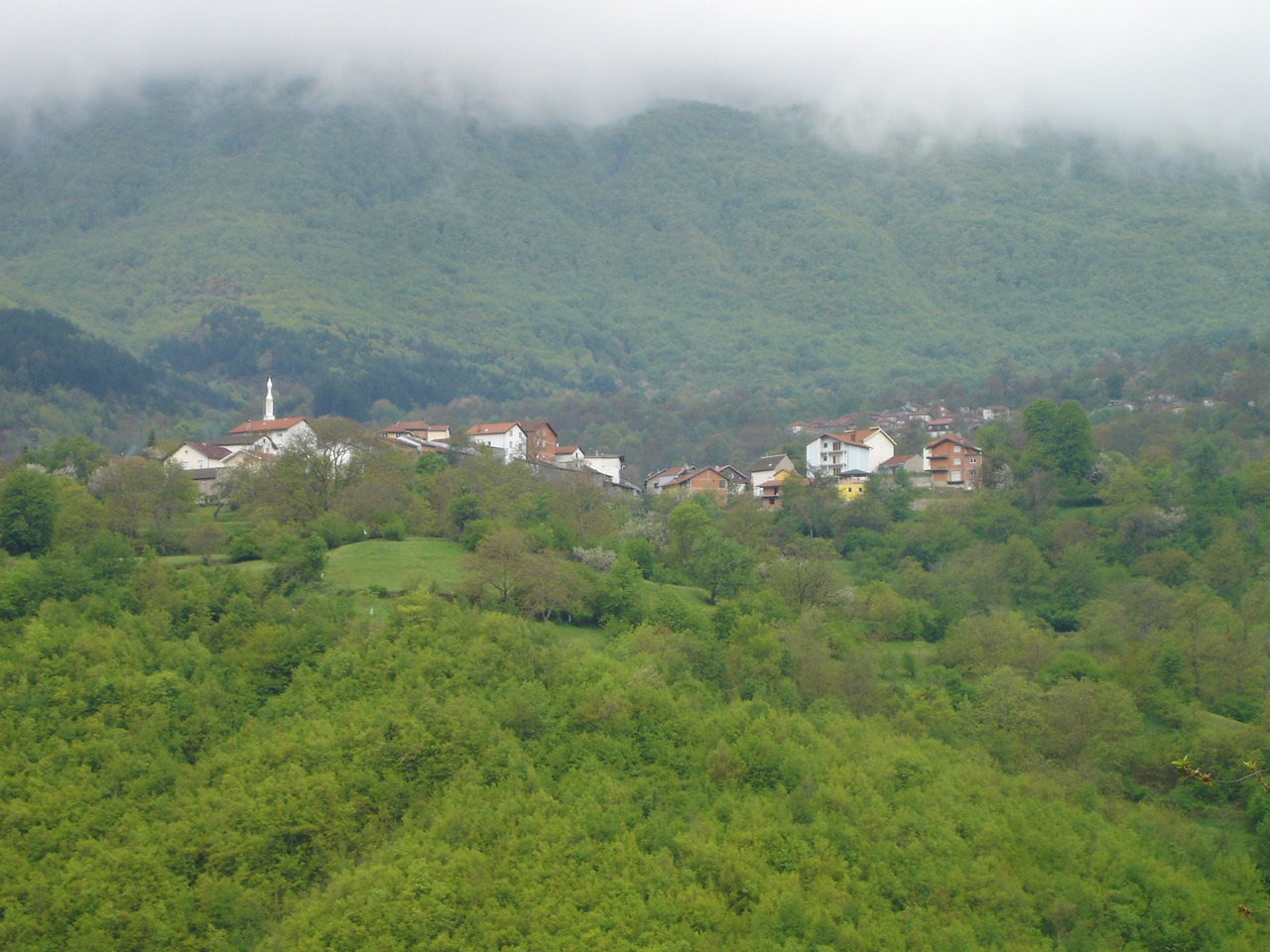
Le village de Rostuše.

## Démographie
Lors du recensement de 2002, la commune comptait :
- Macédoniens : 4 349 (50,5 %)
- Turcs : 2 680 (31,1 %)
- Albanais : 1 483 (17,2 %)
- Autres.